# ساراكة سولاوسية
ساراكة سولاوسية (الاسم العلمي:Saraca celebica) هي نوع من النباتات تتبع جنس الساراكة من الفصيلة البقولية.